# Hylaeus psaenythioides
Hylaeus psaenythioides là một loài Hymenoptera trong họ Colletidae. Loài này được Snelling mô tả khoa học năm 1985.